# Elisabethville (schip, 1921)
Het motorschip 'Elisabethville' (tweede schip met deze naam, na teloorgang van eerste Elisabethville in 1917 ) werd als passagiersschip gebouwd op de werf John Cockerill te Hoboken bij Antwerpen onder bouwnummer 562. Het had een dieselmotor gebouwd door S.A. Cockerill Seraing.
Het werd genoemd naar de Congolese stad Elisabethville die vandaag als Lubumbashi door het leven gaat. Het was het tweede schip met die naam van de Belgische rederij CMB (Compagnie Maritime Belge du Congo) en mat 8178 ton.
Dit passagiersschip bleef tot in 1947 de lijn verzorgen tussen Antwerpen en Congo. De feesttafels in een van de salons aan boord van dit luxeschip waren rijkelijk versierd en het interieur moest niet onderdoen van de eveneens, zeer rijkelijke interieurs van de Britse en Amerikaanse cruiseschepen. Boven de eetzaal hing het portret van koningin Elisabeth van België, met rondom verlichting, en de luxueuze bovenzaal werd ondersteund door aan elke middenzijde van de feestzaal  12 uitgewerkte pilaren. De zwart gelakte stoelen stonden netjes geordend rondom de tafels. De slaaphutten waren luxecabines met goudgele stijlbedden met rondom spiegels en met velours uitgewerkte muurpanelen. Aan de patrijspoorten hingen gele gordijnen en insectenstores. Er was zelfs een klein bronzen, fraai uitgewerkt kacheltje voorzien.
De officieren van deze belle-époquetijd waren allen bijna hetzelfde gekleed. Ze droegen zwarte jasuniformen, witte broeken, sokken en schoenen en een witte kepie. Deze kledij droegen ze als ze de Golf van Biskaje voorbij waren en het warmer werd. Het schip had een lange opbouw van drie dekken hoog met een half open brug. Ze had aan beide zijden vijf rijen reddingsloepen en twee masten met vier laadbomen. In Congo moest de vracht nog altijd geladen en gelost worden met de eigen scheepslaadbomen.
In 1940 werd het schip gevorderd door de Belgische overheid, die het inzette als troepentransportschip. In 1946 kwam ze weer in de normale dienst, maar in 1947 gebeurde het nog een keer, nu kreeg het schip een andere naam: Empire Bure.
In 1949 was ze opgelegd in Holy Loch, waar ze in 1950 werd verkocht aan Charlton Steamship Co en de naam Charlton Star kreeg. Het schip werd verbouwd als oceaan-liner door Beliard, Crichton & Co, Greenock en werd door de sleepboot Turmoil naar Antwerpen gesleept, waar ze arriveerde op 3 April 1950. In 1952, tijdens de Suez Crisis, werd de Charlton Star gebruikt als hotelschip in Tobruk. Deed verder dienst tot 1957 toen ze werd opgelegd in La Spezia, Italië. In 1958 werd het schip verkocht aan Navigation Maristrella SA, Monrovia en hernoemd Maristrella. Uiteindelijk werd ze gesloopt in Osaka, Japan, waar ze op 19 januari 1960 arriveerde.